# Waldbad Dessau

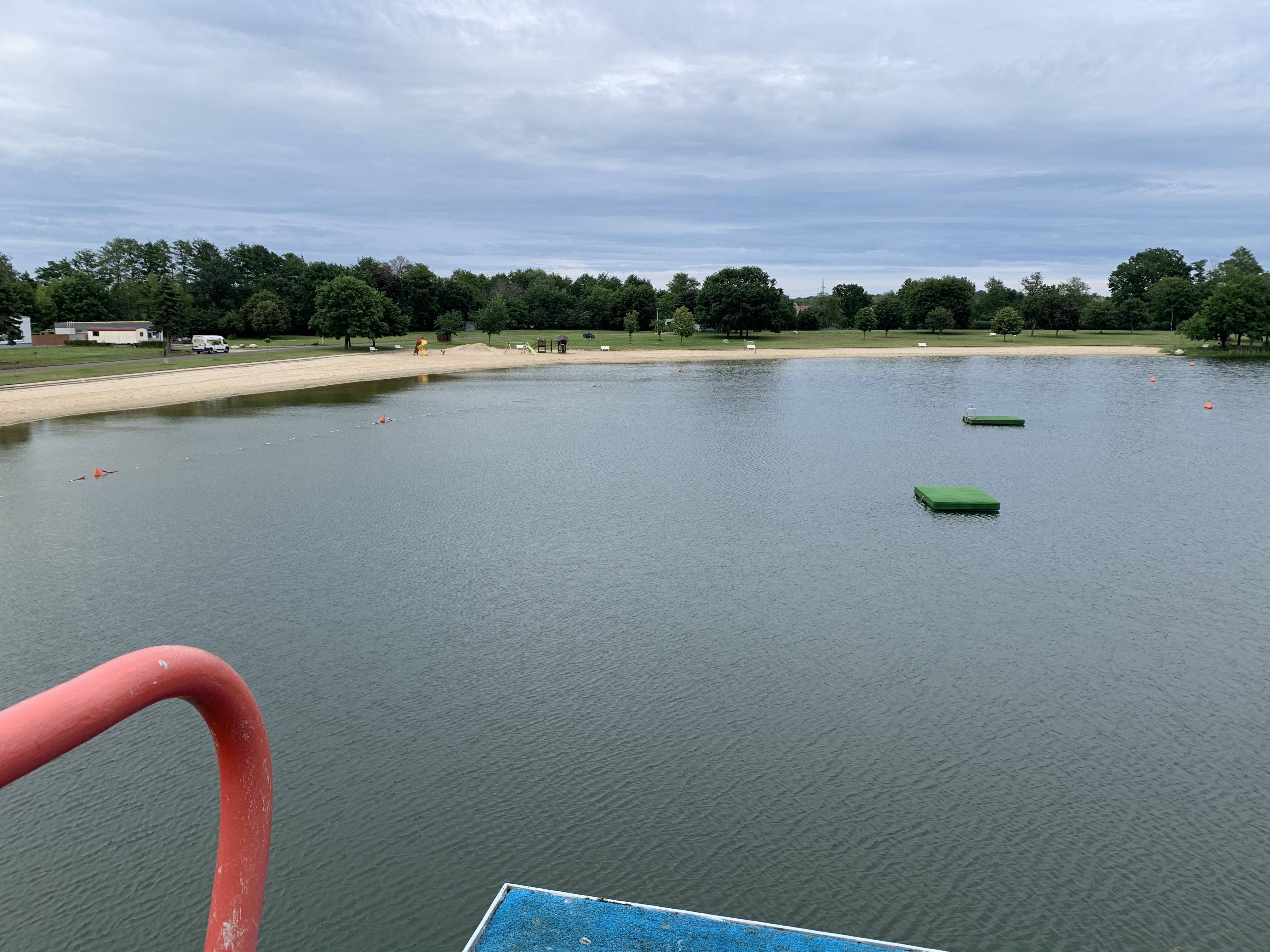
Ausblick vom Sprungturm

Das Waldbad Dessau ist ein etwa 5,5 Hektar großer, öffentlich zugänglicher Baggersee in Dessau-Törten.

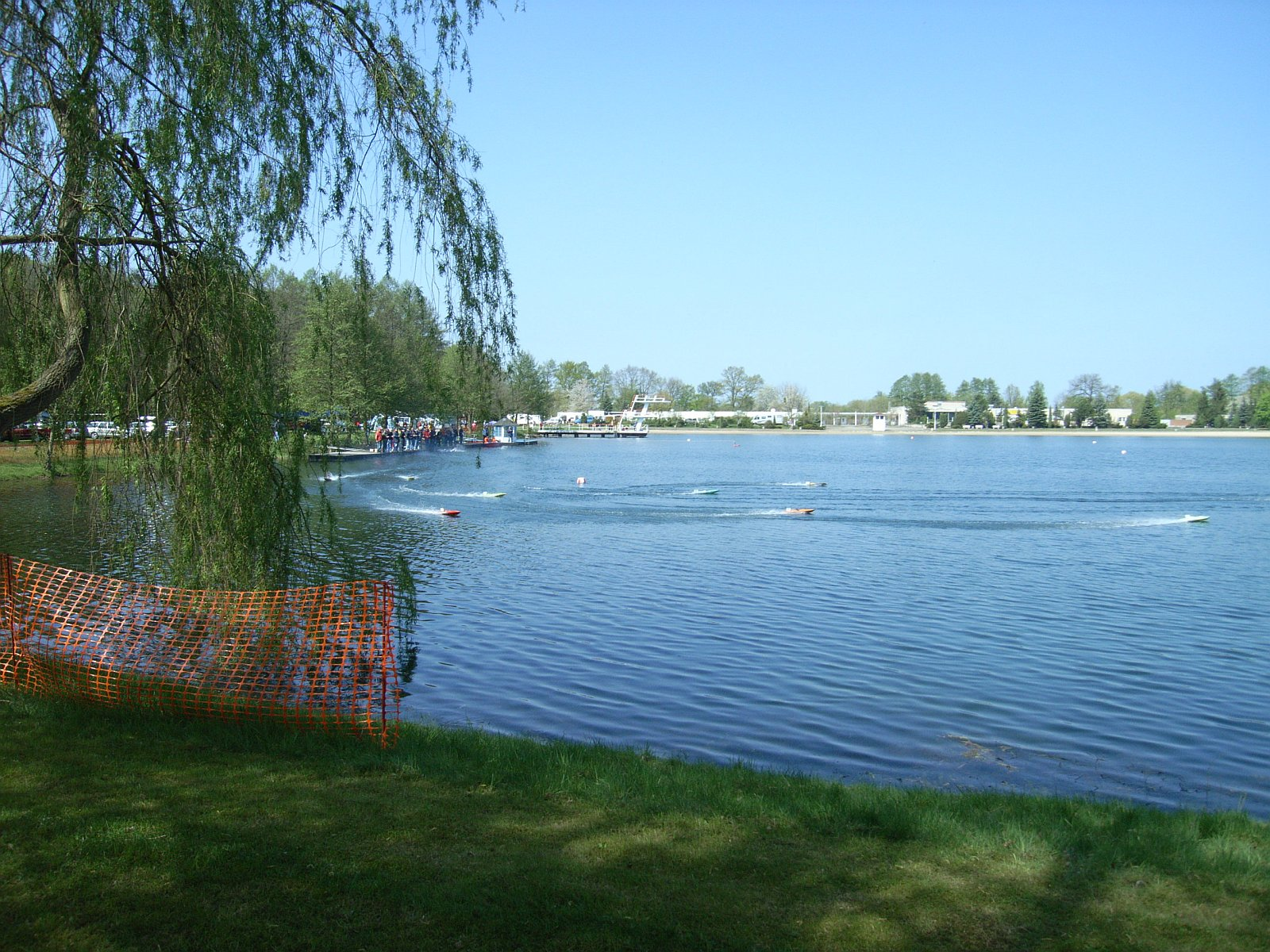
Jährliches Modellbootrennen im Waldbad Dessau

| Gesamtfläche                     | 135.000 m² |
| Größe des Sees                   | 55.000 m²  |
| Größe des Strandes               | 40.000 m²  |
| Größe des ehemaligen Parkplatzes | 20.000 m²  |

## Geschichte
Das Waldbad entstand in den 1960er und 1970er Jahren aus einer Kiesgrube an der ehemaligen Kümmerlingwiese. Ein großer Anteil der damaligen Bevölkerung half beim Graben des Sees. Die Eröffnung fand am 15. Mai 1976 statt.

## Allgemein
Das Waldbad bietet neben dem 55.000 m², eine 40.000 m² große Strand- und Liegefläche, einen Tret- und Ruderboot-Verleih und eine große Anzahl an buchbaren Ferienhäusern. Es stehen zwei schwimmende Plattformen sowie ein Sprungturm zur Verfügung (Stand August 2020).

## Modellbootrennen
Seit mehreren Jahren findet jährlich das Modellbootrennen im Waldbad statt. 2014 fand die Modellboot-WM im Bad statt.